# Gottessiedlung zur hl. Erentrudis
Die Gottessiedlung zur hl. Erentrudis in Herrnau in Salzburg-Süd in der Stadt Salzburg ist ein Pfarrzentrum mit Kirche, Pfarrhof, Kindergarten und Kloster mit Klosterkapelle der Eucharistieschwestern. Der Gebäudekomplex steht unter Denkmalschutz.

## Geschichte
Das Pfarrzentrum wurde von 1957 bis 1963 für die nach 1945 neu errichtete Wohnhausanlagen für Kriegsaussiedler erbaut. In den späteren 1950ern und in den 1960ern wurde die ehemalige Aulandschaft der Salzach, die Josefiau, großräumig städtebaulich erschlossen und das Einrichten einer eigenen Pfarre für die Siedlung beschlossen. Das Grundstück erwarb die Erzdiözese Salzburg vom Stift Nonnberg. Erzbischof Andreas Rohracher ermöglichte damit den geflüchteten Eucharistieschwestern einen neuen Anfang. Für das Projekt wurde der Architekt Robert Kramreiter (1905–1965), einer der Wegbereiter des modernen Kirchenbaus, beauftragt, die Gottessiedlung Herrnau zu gestalten.
Das Kloster Herrnau ist das heutige Mutterhaus und Generalat, der Hauptsitz der Ordensgemeinschaft. Die Gotteshaussiedlung ist der Hl. Erentrudis, der ersten Äbtissin zu Nonnberg und Schutzpatronin Salzburgs geweiht.

## Anlage

### Kloster Herrnau
Das Erentrudiskloster selbst, am Ostende des Areals, ist ein im sachlichen Stil gehaltenes Wohnhaus, zweistöckig und ungleicharmig T-förmig mit zwei Flügeln, einer straßenseitigen Portalfassade und markanten beidseitigen Dachgaupenreihen. Ursprünglich war es – noch auf freier Wiese stehend. – mit zwei Nebenbauten zu einem kreuzgangartigen Vierkant-Ensemble geschlossen; heute schließt es sich mit einem Nebenbau fünfeckig.

### Pfarrkirche hl. Erentrudis

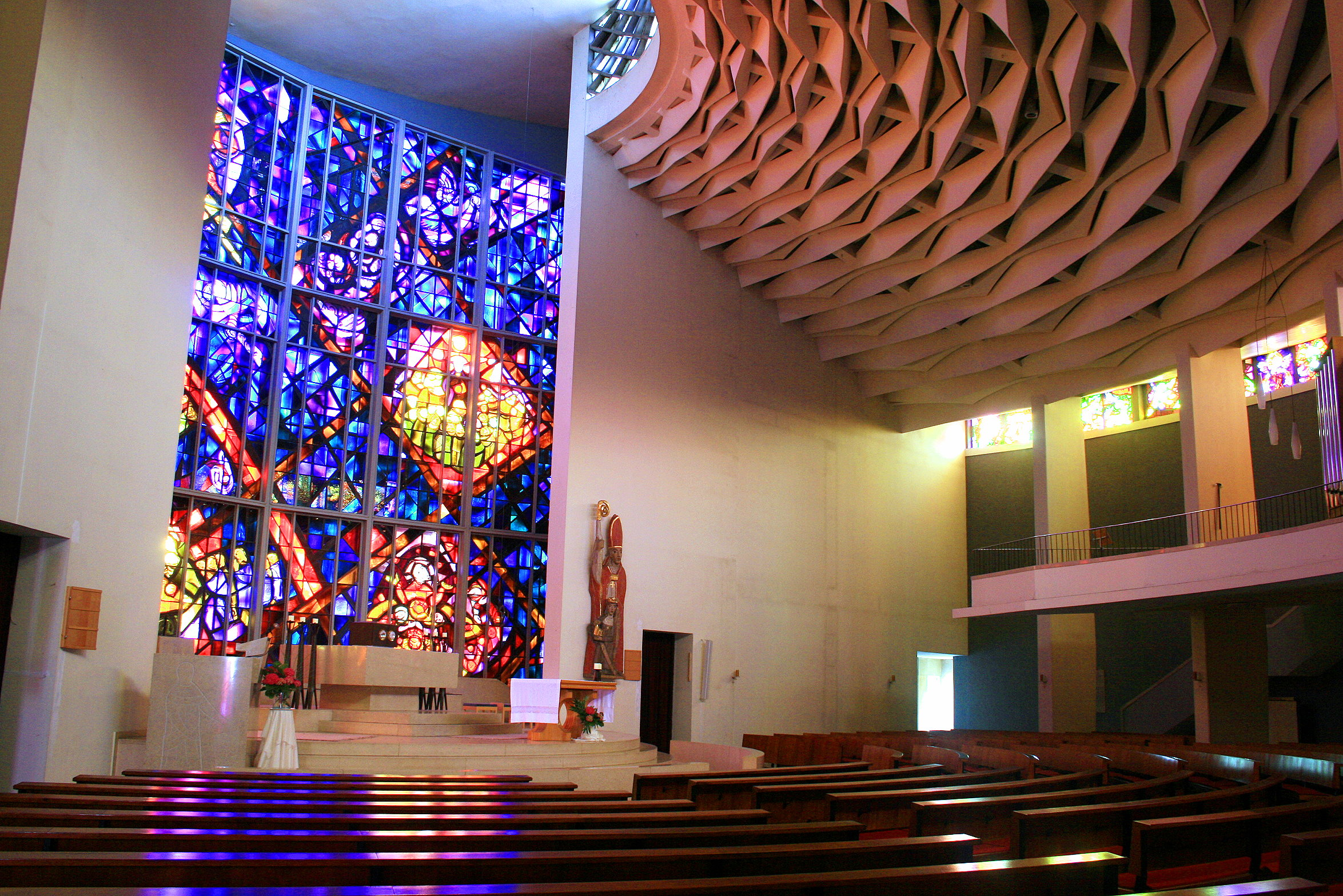
Saalraum der Pfarrkirche zur Altarwand

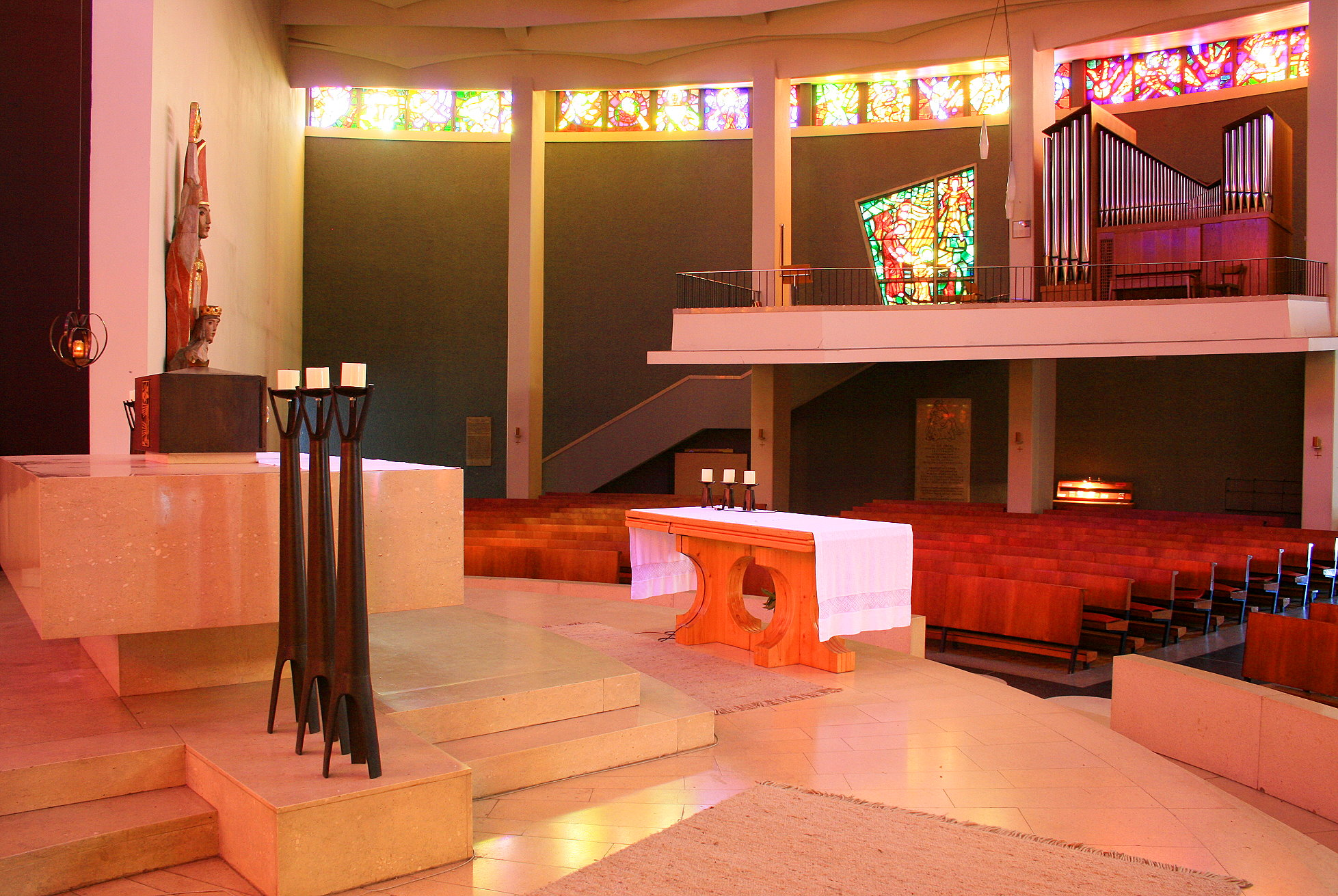
Saalraum der Pfarrkirche zur Orgelwand

Der Saalraum der Kirche wurde im Grundriss aus einem Kreissegment entwickelt. Die ansteigende Decke wurde mit sphärischen Elementen gegliedert. 
Die Malerin Margret Bilger gestaltete die mächtige Glasbetonwand hinter dem Altarraum mit den Darstellungen des Abendmahles, des apokalyptischen Lammes, des Gekreuzigten, und links Abrahams Opfer und Elias wird von den Engeln genährt, und rechts Hochzeit von Kana und die wunderbare Brotvermehrung wie auch im Fries des Saalraumes die Darstellung eines Engelszyklus.
Die Ausstattung der Kirche wurde nach Entwürfen von Robert Kramreiter gestaltet. Das Amborelief und das Kruzifix über der Sakristeitüre schuf Bildhauer Max Rieder. Das Seitenaltarkreuz, die Bronzeplastik Pietà und Bronzetore schuf der Bildhauer Walter Ritter. Der Bildhauer Otto Beckmann gestaltete das Haupttor als Emailarbeit, vier Fenster in der Beichtkapelle und die Glasmalerei in der Marienkapelle. Ein Wandrelief in der Marienkapelle schuf Walter Ritter. In der Unterkirche malte 1962 Joaquín Vaquero Turcios als Wandmalerei einen Kreuzweg. In der Taufkapelle schuf der Maler Karl Weiser die Glasmalerei der sieben Sakramente und die Bischofsweihe. 
Die Orgel mit 19 Registern baute 1964 die Orgelbauanstalt St. Florian.

### Klosterkapelle Hl. Johannes
Die Kirche zum Kloster wurde von Kramreiter 1958–1960 errichtet. Johannes der Täufer ist der Hauptpatron der Eucharistieschwestern.
Die Kirche ist dem Kloster südlich beigestellt und ergänzt den Grundriss des – ursprünglichen – Ensembles zum vollständigen Kreuz.
Sie ist ein Rundbau, etwa 10 Meter hoch und mittelalterlich-turmartig anmutend, über einer zurückgesetzten Sockeletage ein weißer, zylindrischer Baukörper, mit flachem Kegeldach in Kupfer. Südostseitig ist der Körper angeschnitten und einwärts versetzt, mauergrau mit einer abstrakten Verglasung gestaltet, nordseitig kragt eine weitere Lichtöffnung aus. Dabei ist die Kapelle im Programm der Pfarrkirche Hl. Erentrudis, westlich des Klosters, beigestellt (dem Klosterbau entspricht das Pfarramt in seiner Nüchternheit).
Im Kirchenraum formt sich ein ovaler Rundraum, umlaufend bestuhlt, das ausgeschnittene Segment bildet die Altarwand. Das Glasfenster Lamm Gottes stammt von Max Weiler. Der Kommuniontisch ist in grau-weißem Marmor, das Tabernakel modern in Art einer Truhe. Das Tabernakelkreuz schuf der Bildhauer S. C. Polac. Unter dem Figurenschmuck befindet sich eine Christophora, eine Christus-Trägerin von Jakob Adlhart.
Die Kapelle ist öffentlich zugänglich.

## Nachweise
- Die Kunstdenkmäler Österreichs. Dehio Salzburg 1986. Salzburg, Morzg, Gottessiedlung zur hl. Erentrudis in Herrenau, S. 674.
- Eucharistie-Schwestern. In: Referat für die Kulturgüter der Orden der Superiorenkonferenz der männlichen Ordensgemeinschaften Österreichs und der Vereinigung der Frauenorden Österreichs, kulturgueter.kath-orden.at
- Kloster Herrnau / Salzburg, In: Stadt Salzburg: salzburg.gv.at → Kultur → Burgen, Schlösser und Klöster
- Kongregation der Schwestern von der Heiligsten Eucharistie. In: Salzburger Nachrichten: Salzburgwiki.

1. ↑  Angaben nach Herrnau #Die Pfarrkirche Sankt Erentrudis. In: Salzburger Nachrichten: Salzburgwiki.
2. ↑  Vgl. Abb. zu Pfarrzentrum, pfarre-herrnau.at; datiert 1961
3. ↑  Salzburg/Herrnau, St. Erentrudis – Organ index, die freie Orgeldatenbank. Abgerufen am 6. Dezember 2024.
4. ↑  Lothar Schreyer: Das Christusbild und die Kunst des 20. Jahrhunderts. Verlag O. Müller, 1960, S. 140 f.
5. 1 2  Glasfenster "Lamm Gottes" von Max Weiler (Seite nicht mehr abrufbar, festgestellt im April 2018. Suche in Webarchiven)  Info: Der Link wurde automatisch als defekt markiert. Bitte prüfe den Link gemäß Anleitung und entferne dann diesen Hinweis., eucharistie-schwestern.at → Kapellenrundgang
6. ↑  Tabernakel (Seite nicht mehr abrufbar, festgestellt im April 2018. Suche in Webarchiven)  Info: Der Link wurde automatisch als defekt markiert. Bitte prüfe den Link gemäß Anleitung und entferne dann diesen Hinweis. und Tabernakel, zur Anbetung geöffnet (Seite nicht mehr abrufbar, festgestellt im April 2018. Suche in Webarchiven)  Info: Der Link wurde automatisch als defekt markiert. Bitte prüfe den Link gemäß Anleitung und entferne dann diesen Hinweis., eucharistie-schwestern.at → Kapellenrundgang
7. ↑  „Christophora“, Christus-Trägerin von Jakob Adlhart (Memento vom 19. Februar 2013 im Webarchiv archive.today), eucharistie-schwestern.at → Kapellenrundgang; abgerufen am 28. Februar 2024.

Koordinaten: 47° 47′ 6″ N, 13° 3′ 52,5″ O